# Lac Mindemoya
Le lac Mindemoya est un lac en Ontario, Canada. Il est situé sur l'île Manitoulin, qui est la plus grande île dans une étendue d'eau douce, le Lac Huron.
L'île Treasure, sur le lac Mindemoya, est avec une longueur de 1500 mètres, la plus grande île située dans un lac sur une île située dans un lac.